# Rhynchostegium inaequale
Rhynchostegium inaequale är en bladmossart som beskrevs av Hugh Neville Dixon 1941. Rhynchostegium inaequale ingår i släktet näbbmossor, och familjen Brachytheciaceae. Inga underarter finns listade i Catalogue of Life.